# Homonota taragui
Homonota taragui — вид геконоподібних ящірок родини Phyllodactylidae. Ендемік Аргентини. Описаний у 2013 році.

## Опис
Тіло (не враховуючи хвоста) сягає 42 мм завдовжки.

## Поширення і екологія
Homonota taragui відомий з типової місцевості з пагорбів Парахе-Трес-Серрос у департаменті Сан-Мартін у провінції Коррієнтес на північному сході країни, на висоті 140—170 м над рівнем моря. Цей вид живе у вологих саванах Чако, серед скель.

## Збереження
МСОП класифікує цей вид як такий, що перебуває на межі зникнення. Homonota taragui загрожує знищення природного середовища.